# Margarita Azurdia
Margarita Azurdia (Antigua, Guatemala, 17 de abril de 1931 - Guatemala, Guatemala, 1 de julio de 1998), también conocida como Margot Fanjul, Margarita Rita Rica Dinamita, y Anastasia Margarita, fue una guatemalteca feminista, escultora, pintora, poeta, pensadora y artista de performance.

## Biografía
Margarita Azurdia nació en 1931 en La Antigua, Guatemala. Realizó estudios en escuelas y colegios internacionales hasta que viajó a Canadá, donde asistió al internado Loretto Academy. En 1949, regresó a Guatemala para casarse.
Su estilo de vida resultaba chocante para la sociedad conservadora de la época, marcando el inicio de su trayectoria como una mujer adelantada a su tiempo y el inicio de su vida artística.  En 1959, durante una estadía en California inició estudios en escultura y pintura en la Escuela Nacional de Artes Plásticas, ahora Facultad de Artes y Diseño y en la Universidad de Artes Liberales McGill - Universidad Margarita Burgeois, de San Francisco, California.

## Trayectoria
El trabajo de Azurdia refleja sus puntos de vista feminista y antisistematico .  En la década de 1960, Azurdia públicamente se opuso al neofigurativismo, un movimiento de arte promovido por un grupo de artistas conocidos como Grupo Vértebra, y era responsable por empezar un movimiento de arte conocido como nuevo abstraccionismo conceptual.
 

En 1962 Azurdia exhibió su primera pintura, un autorretrato. En 1964 hizo su primera exposición en la Escuela Nacional de Artes Plásticas y en el edificio Cruz Azul, ambos en Ciudad de Guatemala; de esta exposición solo quedaron los testimonios que dan referencia de trabajo no-figurativo (expresionismo abstracto) pero a su propio estilo que incorporaba la síntesis de diseño textil indígena. Después de una etapa de experimentación inició la serie titulada Asta 104:  consistían en pinturas acrílicas sobre tela, con formas elípticas y contraste vibrantes, colocados sobre bastidores con formas elípticas. En esta serie incluye los mandalas, en los que integra un punto de vista espiritual y desde un punto de vista ideográfico (ver Carl G. Jung, mandalas como centro individual y subconsciente colectivo) Con los mandalas también desarrolla elementos del pensamiento del teólogo-filósofo Teilhard de Cardin sobre la relación de la tecnología y el ser humano. En el catálogo de esta exposición indica:
" Tanto la técnica más avanzada de un Apolo, como el brujo en su choza de barro quemando hierbas y practicando voodoo, todo, absolutamente todo responde a una sola fuerza creadora que revela manifestaciones aparentemente opuestas pero esencialmente idénticas procedentes de una misma energía. En mi trabajo he usado formas-colores de una pureza tal que, al verlas, emiten una vibración al anular primitivo en nuestra mente. Y luego he tratado que estas mismas formas colores, a través de su concebido y preciso orden estructural, hagan vibrar el otro ojo o sentido, el de las esferas del conocimiento científico generadores de alta tecnología. Que las dos notas (baja y alta), es decir, lo primitivo-humano y lo científico super-desarrollado, vibrando al unísono, revelen una nueva visión  en la que el hombre tome conciencia de su identidad en el cosmos. La verdad del caso es que las formas hablan este doble idioma con más facilidad de lo que me resulta explicarlo con palabras. Quiero decir, no tuve que buscarlas porque son iguales. El hombre en su proceso evolutivo atraviesa un momento crucial ante la madre naturaleza y su hijo, la ciencia. Dilema angustioso que caracteriza la condición humana del siglo XX. La misión espiritual y profética en mi trabajo consiste en revelar a la vez este dualismo y esta unidad."
En 1970, en la galería de la Academia de Bellas Artes presentó una serie de esculturas realizadas en madera pintada con diseños geométricos, con movimiento propio y acompañadas por música, demostrando que dentro de su experimentación personal había una apuesta por la hibridez de medios.Por esa misma época participó en la II Bienal de Arte Coltejer en Medellín, Colombia, donde exhibió una serie de 21 esculturas de mármol, talladas y luego ensambladas, diseñadas a partir de formas simples y puras que podían ser intervenidas por el público al girar las piezas, que ella denominó "móviles espirituales". En 1971 presenta su primer performance y obra de participación colectiva denominada Favor quitarse los zapatos: el público debía quitarse los zapatos e introducirse a una construcción de madera que simbolizaba una caverna, a la vez que contenedor de una alfombra de arena, invitando a establecer una conexión con la tierra. En 1972 presentó un catálogo durante una exposición individual, que tituló Momentos individuales de mi vida, presentado en la galería Abraxas, el cual representa su acercamiento a las palabras y a la poesía; es una especie de manifiesto personal y una declaración de autonomía. Posterior a esto viene un nuevo proyecto escultórico denominado Homenaje a Guatemala rebautizado como El Santoral del Popol Huh donde se puede apreciar más claramente la síntesis entre lo contemporáneo y lo autóctono. Las esculturas fueron talladas por artesanos locales a partir de dibujos antropomórficos y zoomórficos, las cuales eran llevadas al taller de Margarita donde ella continuaba con su proceso de transformación: eran pintadas con colores y diseños vibrantes, colocadas sobre pedestales y decoradas con pieles y plumas de animales exóticos, así como artesanías o materiales rudimentarios. Se percibía en esas imágenes la estética de la imaginería religiosa popular y del altiplano guatemalteco.  Las esculturas representan a mujeres que llevan armas de fuego, bebes sobre cocodrilos, y tigres transportando plátanos, imágenes que revocan al realismo mágico de la literatura latinoamericana.  En 1974 se traslada a París dejando sus obras y materiales atrás.
Durante su vida en París tuvo la posibilidad de desarrollar el dibujo y la poesía, dando como resultado dos libros: Margarita Rita Rica Dinamita y El encuentro de una soledad. Algunos de sus poemas fueron seleccionados para conformar la Antología de mujeres centroamericanas. Además surgió el interés por el cuerpo y el movimiento y a sus 42 años comenzó a estudiar danza contemporánea.
Azurdia regresó a Guatemala en 1982 e inició su activismo en la defensa por los derechos de los animales, dio talleres sobre los orígenes del baile sagrado, y continuó escribiendo poesía. Ese mismo año fue fundadora del Laboratorio de Creatividad que experimentó con performance en espacios públicos, café teatro, galerías de arte, y museos. A través de este grupo, Azurdia exploró las ideas de rituales en la vida diaria, espacio, y tiempo a través del baile. El trabajo de este laboratorio se dirigía en sí, a la investigación del movimiento sobre los orígenes de los rituales y las danzas sagradas, y su proyección en lo individual y lo social. Aunque en 1986 retomó con fuerza la escultura nunca dejó de interesarse por el movimiento. En 1994 fue invitada a participar en una exposición colectiva que reunía a artistas que exploraban medios no tradicionales llamada Indagaciones donde participó con un proyecto de danzas sagradas. En 1995 presenta una danza ritual Amor a la Madre Tierra, en la galería El Atico. 
También presentó su trabajo en espectáculos de manera colectiva e individual en México, los Estados Unidos, Francia, y América Central. Parte de su trabajo está incluido en la colección permanente del Museo Nacional de Arte Moderno, Guatemala. Azurdia También participó en los bienales de São Paulo y Medellín.
Después de su muerte en 1998, su casa en la ciudad de Guatemala (localizada en 16-39 5.ª Avenida, zona 10) se volvió un museo, el Museo Margarita Azurdia, fundado en 1999 donde muchas de sus pinturas, esculturas, y fotografías están expuestas.
El 24 de noviembre de 2022 el Museo Nacional Centro de Arte Reina Sofía presentó la exposición Margarita Azurdia. Margarita Rita Rica Dinamita, siendo, la primera muestra monográfica de Margarita Azurdia que presentada en Europa.

Yo de alguna manera hago el énfasis en la necesidad de reconocer la importancia del nombre Margarita Azurdia, porque fue una lucha para ella, fue una lucha y una necesidad de reivindicarse como tal.  
Rossina Cazali sobre la obra de Margarita Azurdia, entrevista realizada por la Radio del Museo Reina Sofía.